# كيتار

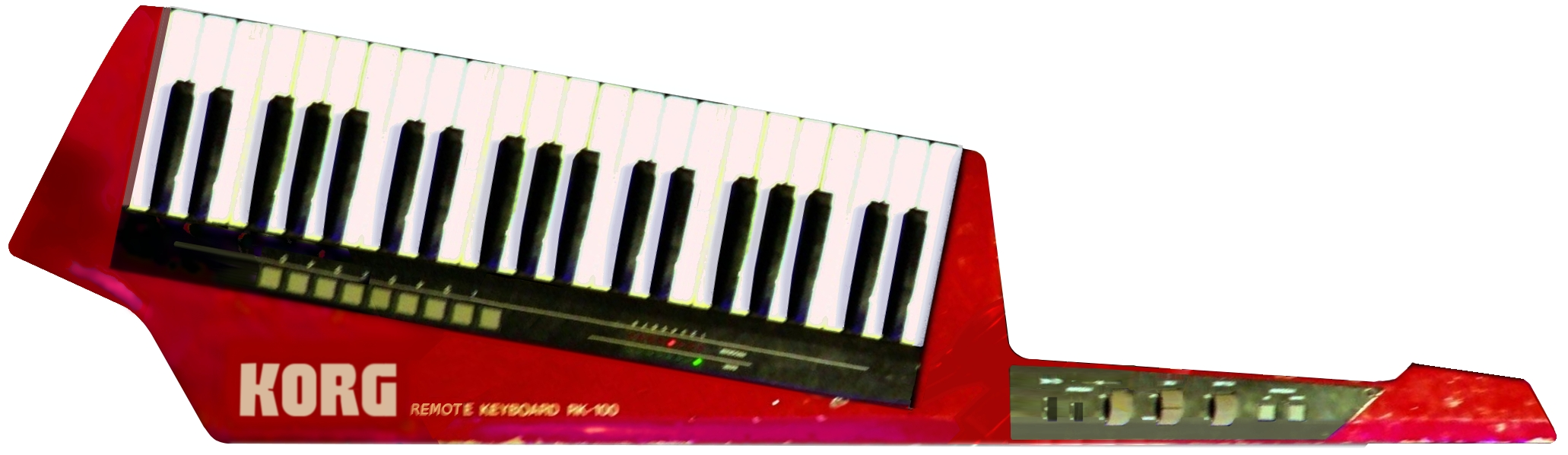
كورغ آر كي-100 (1984) متحكم ميدي عن بعد

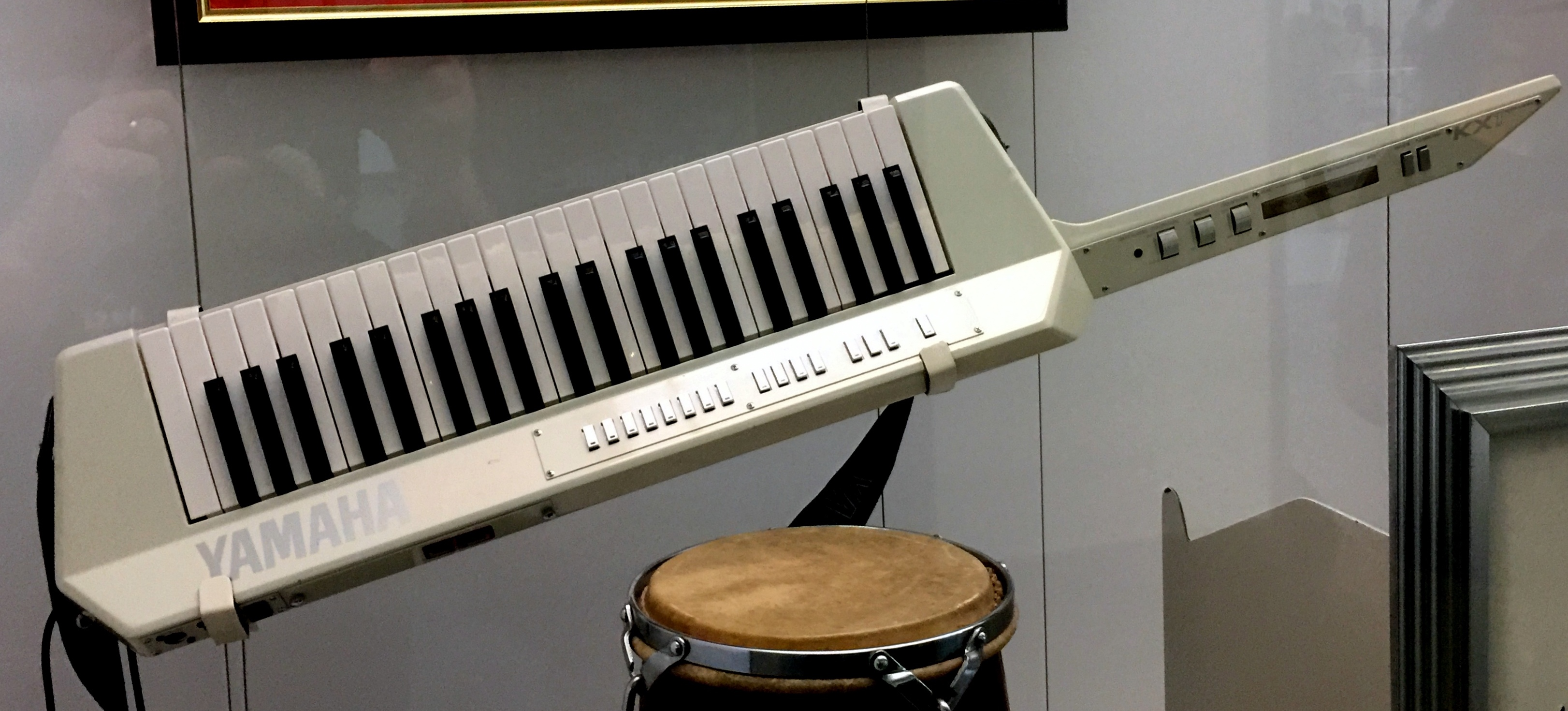
متحكم "ياماها KX1" لهيربي هانكوك بالمتحف القومي للتاريخ الأمريكي.

الكيتار (بالإنجليزية: Keytar)‏ هي آلة مفاتيح إلكترونية وخفيفة الوزن (مع أو بدون سنثسيزر) تحمل باستعمال شريط يوضع حول العنق والكتفين. تمكن الكيتارات العازفين من التحرك على مدى كبير على الخشبة مقارنة بآلة مفاتيح الثابتة. تضم الآلة لوحة مفاتيح موسيقية لإصدار أصوات ونوتات موسيقية، إضافة إلى عدة وحدات للتحكم توجد على عنق الآلة، منها الخاصة بطي الحدة أو الفيبراتو أو البورتامينتو أو طول النغمات.
كلمة «كيتار» هي نحت مكون من «كيبورد» و «غيتار»، وهي كلمة عامية. أشار الصناع لهذا النوع من آلات المفاتيح بـ«متحكم ميدي»، «آلة مفاتيح للتحكم عن بعد»، «آلة مفاتيح قابلة للحمل» وغيرها من الأسماء. بالرّغم من أن كلمة «كيتار» كانت تستعمل منذ ظهور الآلة، لم تستعملها أي شركة تصنيع كبرى حتّى سنة 2012، وكانت أوّل شركة تستعملها شركة «أليسيس» لتشير لأوّل منتج لها من هذا النّوع وهو جهاز كيتار يوإسبي/ميدي للتحكم سمي «فورتيكس». قام كايل زيمرمان وهو مدير ومساعد مؤسس «تاب تاب سترام» بإنشاء تصميم لطراز كيتار L8R. كيتار ال«رولاند إي إكس سينث» الذي يضم سنثسيزر يشير له المصنعون ب«سنثسيزر الكتف».
قد يضم الكيتار سنثسيزر خاصا به وقد يكون جهاز تحكم ميدي، وفي كلتا الحالتين يجب أن يوصل الكيتار بمضخم صوت خاص أو عمومي لينتج صوتا يستطيع العازف والجمهور سماعه.

## تاريخ
تعتبر «الأورفيكا» أقدم آلة تحمل معظم ميزات «الكيتار»، وهي عبارة عن بيانو محمول اخترع سنة 1795 بفيينا. ظهر «أكورديون البيانو» سنة 1852 وهو نوع من «الأكورديون» يتميز بتوفره على بيانو صغير بدل الأزرار الموجودة على «أكورديون الأزرار». سنة 1963 صنعت شركة "Weltmeister" التي تواجد مقرها بألمانيا الشرقية بيانو بيس كهربائي على شكل «كيتار» تحت اسم «الباسيت».
سنة 1966 صنعت شركة «جون موستاد إي بي» آلة «التوبون»، وهي عبارة عن آلة أورغان على شكل أنبوب. كانت الآلة تحمل بشريط حول العنق ويمكن العزف عليها أثناء الوقوف أو الجلوس. كان «التوبون» يتوفر على نصف لوحة مفاتيح موسيقية يمكن العزف عليها باليد اليمنى، أزرار تحكم على عنق الآلة في الجهة الأخرى للعزف باليد اليسرى، ومكبر صوت على نهاية الأنبوب. بيعت الآلة بالمملكة المتحدة واستعملها كل من «كرافت فيرك» و «بول مكارتني» في ستينات وسبعينات القرن العشرين.
في بداية التسعينات كان «إدغار وينتر» يؤدي عروضه الموسيقية غالبا بآلة مفاتيح معلقة حول عنقه، لكنها لم تعتبر «كيتارات» لأنها لا تملك عنقا؛ فقد استعمل آلة مفاتيح "ARP 2600" وبيانو إلكتروني لشركة «يونيفوكس» أضيفت إليها حمالات للكتف.
في نهاية السبعينات وبداية الثمانينات كان الملحن «يان هامر» المعروف بتلحين وتصميم الصوت لمسلسل «ميامي فايس» يستعمل أحيانا عدة «كيتارات» مثل «روياليكس بروب» الذي ساعد في تطويره. فعلى سبيل المثال، استعمل «يان» آلة «بروب» الخاصة به في الفيديو الموسيقي الخاص بالموسيقى التصويرية لبرنامج «ميامي فايس». وأيضا في الثمانينيات كان «وين فيموس» وهو عضو من فرقة «ذا برودوسرز» يحمل جهاز سنثيسيزر لشركة «أوبيرهايم» ممل جعلها يعاني من مشاكل على مستوى ضهره.

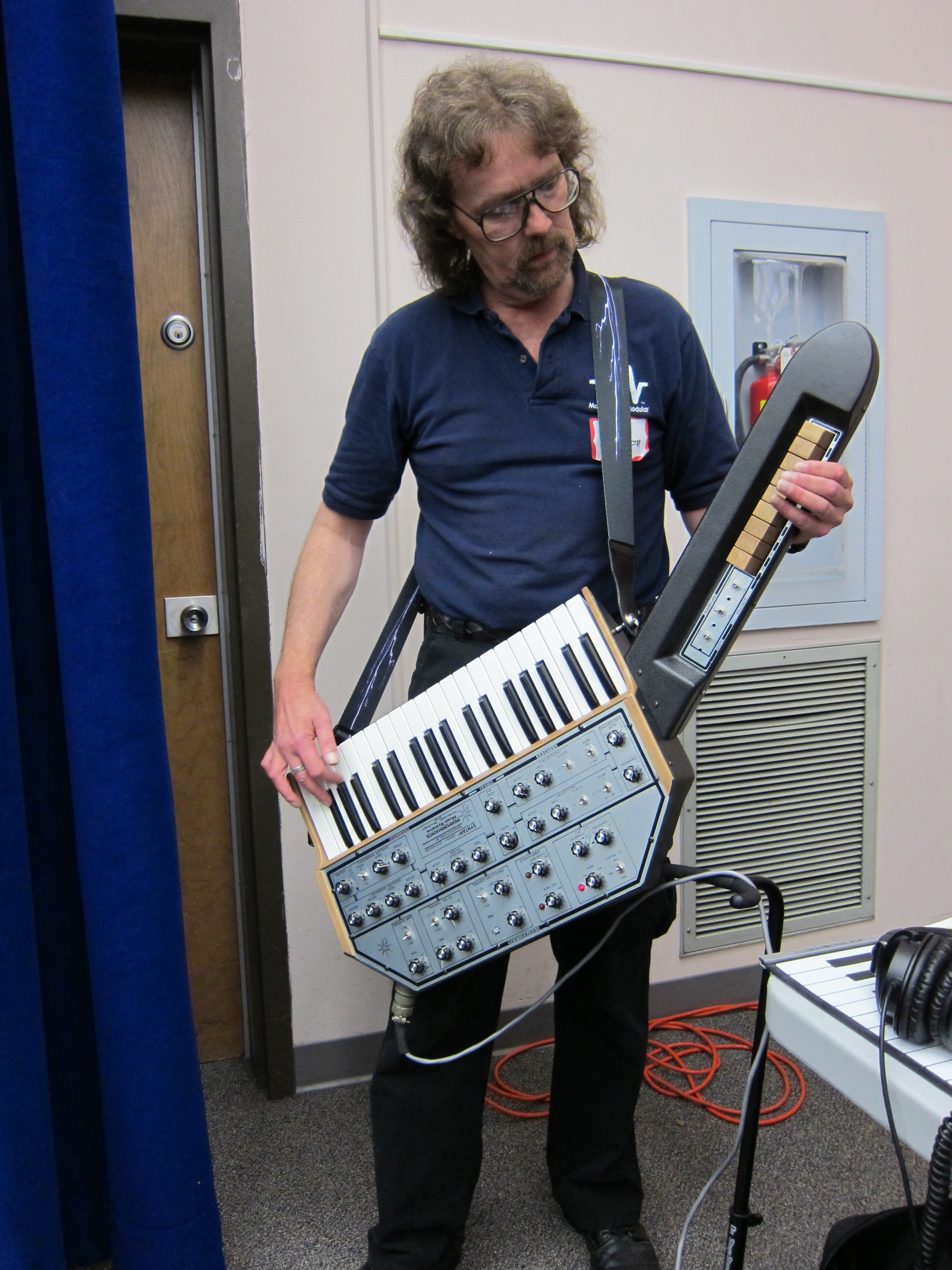
PMS سينتار ومخترعه "جورج ماتسون"

من أول «الكيتارات» التي توفرت للعموم في أواخر السبعينات وأوائل الثمانينات:
- هيلوود روكيبورد RB-1 (بيانو سنثسيزر مع معالج صوت يتحكم به الجهد الكهربائي) مصمم سنة 1977 وتأثر تصميمه ب«إدغار وينتر».[5]
- PMS سينتار، سنثسيزر كيتار صممه «جورج ماتسون» وتم تسويقه عبر حدث NAMM بأتلنتا سنة 1979.[4]
- ديفيس كلافيتار (جهاز تحكم) استعمله «جورج دوك» و «هيربي هانكوك» في أوائل سنة 1980.
- بويل بروب (جهاز تحكم) صممه «روجر بويل».
- روياليكس بروب (جهاز تحكم) صممه أيضا «روجر بويل» واستعمله هيربي هانكوك في أوائل الثمانينات.

من بينها يرجح أن جهاز «موغ ليبيريشن» الذي صدر سنة 1980 هو أكثر «الكيتارات» الأولى شهرة. من بين المستعملين الأوائل للجهاز فرقة «ديفو»، و «توم شومان» عازف آلات المفاتيح بفرقة «سبايرو غيرا». تعود أول كلمة «كيتار» مطبوعة إلى سنة 1980، بحيث وردت في لقاء ل«توم لونغز» من مجلة «إليانابيت» (الآن مجلة «ميدويست بيت») مع «جيفري أبوت».
صرح «ستيف ماكاوسكي» الذي كان يشاع كونه مخترع «الكيتار» في إحدى المقابلات مع «بيتر هارتلوب» من جريدة «سان فرانسيسكو كرونيكل» يوم 11 دجنبر 2009 بأنه اخترع آلة وترية تحت اسم «الكي-تار».
اشتهر «الكيتار» في الثمانينات بفضل فرق «الجلام ميتال»، بالإضافة إلى موسيقيي «السينثبوب»، «الالموجة الجديدة»، وال«إليكترو». تلاشت شهرة «الكيتار» في التسعينات إلى أن تمت إعادة إحيائه في أواخر عقد 2000 من طرف عدة فرق وفنانين مثل «ذا بلاك آيد بيز»، «فلايت أوف ذا كونكورد»، «موشن سيتي ساوندتراك»، «نو داوت»، و«ستيلي دان». ومثال آخر على ذلك هو الفيديو الموسيقي الذي صدر في بداية سنة 2008 للأغنية المنفردة «إغراء جنسي» لمغني الراب «سنوب دوغ»، بحيث يظهر فيها يعزف على «كيتار» كتذكير بفرق الهيب هوب الكلاسيكية.
من بين الشركات المعروفة المصنعة لل«كيتار» توجد «موغ»، «رولاند»، «ياماها»، «كورغ»، و «كاسيو». منذ سنة 2013، «الكيتارات» التي يتم إنتاجها بشكل شامل بالأسواق حاليا هي «رولاند AX-سينث»، «رولاند لوسينا»، «ألسيس فورتيكس»، وآلة المفاتيح اللاسلكية الاحترافية الخاصة بلعبة الفيديو «روك باند 3».

## أمثلة

### الثمانينات-السبعينات
اعتبر «موغ ليبيريشن» الذي أصدرته سنة 1980 شركة «موغ ميوزيك» أول سنثسيزر بحمالة تم إنتاجه بشكل شامل. كان يضم مذبذبين يتحكم فيهما الجهد الكهربائي ولا يسمحان بتشغيل أكثر من صوت في نفس الوقت، وجزءا بولفونيا يمكنه تشغيل عدة أصوات الأورغان. توجد بالعنق عجلات تضم نوابض من أجل إيقاف الفلترات، التضمين، والتحكم بجهارة الصوت إضافة إلى وحدة طي حدة يتحكم فيها خيط ينتج تيارات كهربائية مختلفة عند لمسه بالإصبع في نقطة مختلفة وتحريك الإصبع بسرعات مختلفة في أحد الإتجاهين. يوجد أيضا ب«موغ ليبيريشن» فيلتر يتحكم فيه الجهد الكهربائي ووحدتان تتحكمان بطريقة تغير صوت الآلة عند العزف عليها.
جهاز «رولاند SH-101» هو سنثسيزر صغير الحجم به 32 مفتاحا تتحكم فيه إلكترونيات تناظرية يعود لأوائل الثمانينات. به مذبذب يتوفر على شكلين من الموجات الصوتية، نصف مذبذب مقسم حسب الأوكتافات، وفيلتر منخفض التردد يتحكم فيه الجهد الكهربائي ويستطيع أداء وظيفة المذبذب. عندما يتصل بحمالة للكتف ونهاية عنق بها عجلة لطي الحدة ووحدة للتحكم في الشدة يصبح SH-101 «كيتارا».

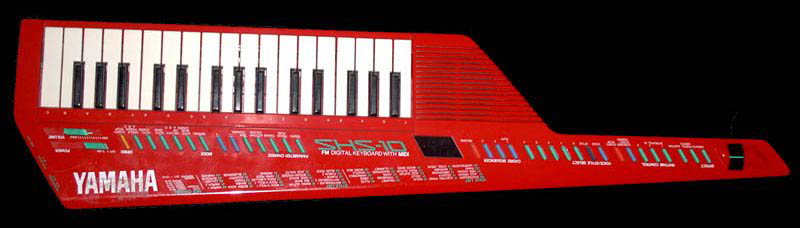
ياماها SHS-10

يضم جهاز «ياماها SHS-10» الذي يعود للثمانينات لوحة مفاتيح صغيرة بها 32 مفتاحا صغيرا وعجلة لطي الحدة، سينثسيزر داخلي للتحكم في الشدة معروف ب«سنثسيزر FM» يوفر 25 صوتا مختلفا وبولفونية تتكون من 6 نوتات. من بين الأصوات الموجودة على الجهاز هدة آلات مفاتيح (البيانو، البيانو الإلكتروني، الأرغن ذو الأنابيب، إلخ.)؛ وآلات النفخ العادية والنحاسية (كلارينيت، مزمار، بوق، إلخ.)

### عقد 2000-الحاضر
يضم «رولاند AX-7» الذي صنع من 2001 إلى 2007 مميزات معقدة أكثر من الكيتارات الأولى، بحيث له 45 مفتاحا حساسا لسرعة الضغط (لكنها ليست حساسة لقوة الضغط) وشرائح عرض لثلاثة أرقام بتقنية الأضواء ثبلية. تتوفر فيه أيضا مميزات للأداء على الخشبة مثل خيط لطي الحدة، وقائمة للتحكم تشبه لوحة لمس، مفتاح للتحكم في طول الأصوات، ومقبض للتحكم بجهارة الصوت، كلها في أعلى عنق الآلة. إضافة إلى واجهة للتحكم من نوع «دي-بيم» يتكون من مستشعر حراي يكشف عن الحركات القريبة ويمكن استعماله لتشغيل والتحكم بالتأثيرات.
أصدرت شركة «رولاند» جهاز «رولاند AX-سينث» في أغسطس 2009، وهو «كيتار» يحتوي على أصوات «سنثسيزر» خاصة به بالإضافة إلى كونه متحكم ميدي/يو إس بي. أصدرت شركة «رولاند» جهاز «رولاند لوسينا AX-09» سنة 2010، هذا النموذج ليس له عنق تقليدي لكنه يعتبر «كيتار» لتوفره على حمالة وانتمائه لسلسلة "AX"، وكانت له عدة مزايا مشتركة مع أجهزة
"AX" السابقة. ما يميزه هو توفره على مدخل أمامي لوحدة ذاكرة يو إس بي والتي قد تحتوي على ملفات «إم بي 3»، «دابليو إي في»، أو «إي آي إف إف» لغرض العزف أثناء تشغيل مقاطع مسجلة من قبل. يضم جهاز «لوسينا» 150 صوتا داخليا ويمكن أيضا استعماله كمتحكم ميدي/يو إس بي.

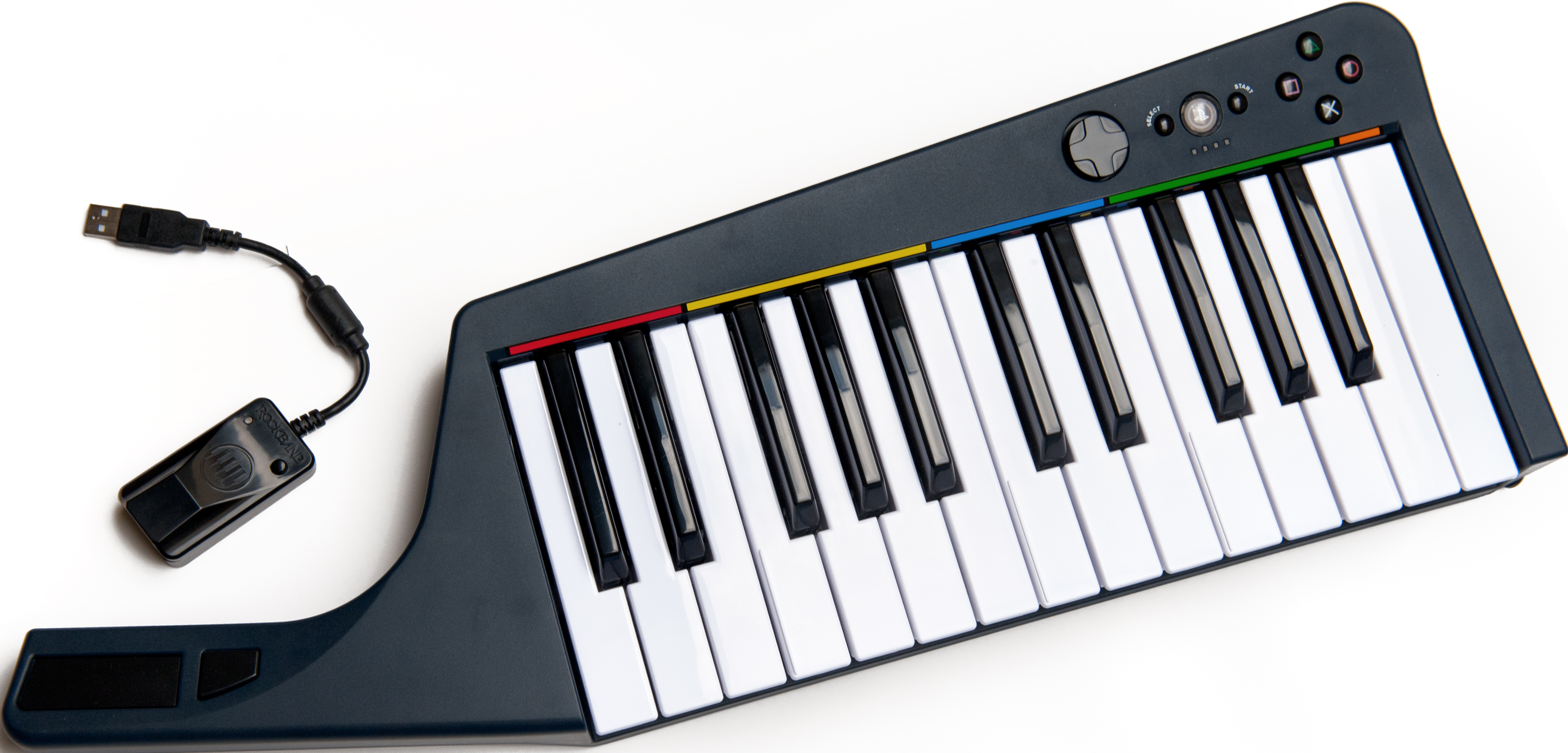
آلة المفاتيح الإحترافية للتحكم عن بعد
للعبة "روك باند 3"

أصدرت شركة «ماد كاتز» أيضا سنة 2010 جهاز «آلة المفاتيح الاحترافية للتحكم عن بعد» للعبة الفيديو «روك باند 3»، وهو عبارة عن «كيتار» ومتحكم «ميدي» حساس لسرعة الضغط ويضم 25 مفتاحا. بالرغم من ثمنه الذي لا يفوق 100 دولار فهو مصمم للاستعمال الجدي خارج نطاق اللعبة. استعملته فرقة «السينثبوب» الأمريكية «فريزبوب» للعزف على الخشبة.
أصدرت شركة «أليسيس» سنة 2012 أول «كيتار» لها وهي أول شركة بارزة استعملت كلمة «كيتار» كاسم للنموذج. يتميز «كيتار» ميدي/يو إس بي «أليسيس فورتيكس» بكونه يضم ثمانية طبول إلكترونية حساسة لسرعة القرع، مما يمكن العازف من القرع العزف على للطبول وإنشاء إيقاعات أو تشغيل تسجيلات صوتية. تحتوي أيضا على جهاز «أكسيلوميتر» يمكن العازف من التحكم بإعدادات «ميدي» عن طريق إمالة العنق. تدعي «أليسيس» كونها أنشأت «أول متحكم كيتار»، لكن «رولاند AX-سينث» و «رولاند لوسينا» يتوفران على نفس الميزة وقد صدرا قبل 3 سنوات من صدور «أليسيس فورتيكس».
عزفت الموسيقية الأميركية «بريجيت مندلر» أغنية «أضواء المدينة» على «كيتار» في جولتها الصيفية بين 2013 و 2014.

## وصلات خارجية
- "حول الكيتارات (ショルダーキーボード)". Hatena::Keyword (باليابانية). Archived from the original on 2019-12-13. 
— صور لجميع الكيتارات تقريبا